# 眉州路
眉州路是中華人民共和國上海市杨浦区一條南北走向道路。南起杨树浦路，北至九潭路，全长1578米，道路於中華民国2年至中華民國10年間(1913年至1921年)分段修築，起初名為客拉契路（Karachi Road，一作喀喇契路），名稱來自於巴基斯坦卡拉奇。中華民国4年（1915年）更名為眉山路，名稱來自於四川眉山，后當局又以眉山的曾用名眉州將道路更名為眉州路。